# ブラッサイア
ブラッサイア（Brassaia）とはウコギ科の植物の一種。学名Schefflera actinophylla（シノニム Brassaia actinophylla） 。
原産地はオーストラリア、ニューギニア。原産地においては高木であるが、観葉植物としてよく栽培されている。繁殖は挿し木、取り木。